# محمد علي كمونة
محمد علي كمونة ( 1202 - 1282 هـ) ( 1787 - 1865 م).
محمد علي بن محمد الأسدي الحائري النجفي، آل كمونة هو شاعر فحل، من مشاهير شعراء كربلاء ووجهائها، أكثر شعره في آل البيت.
ينتمي إلى بيت زعامة ورئاسة وثروة ووجاهة، توفي بمرض الوباء في كربلاء ودفن في الحائر الحسيني. جمع أحفاده من بعده مجموع أشعاره في ديوان أسموه اللآلي المكنونة في منظومات ابن كمونة.